# Sclerocrangon sharpi
Sclerocrangon sharpi är en kräftdjursart. Sclerocrangon sharpi ingår i släktet Sclerocrangon och familjen Crangonidae. Inga underarter finns listade i Catalogue of Life.